# Frank-Volker Eichhorn
Frank-Volker Eichhorn (* 13. Dezember 1947; † 17. Januar 1978 bei Schwerin) war ein deutscher Komponist.

## Leben
Frank-Volker Eichhorn studierte Mathematik- und Physiklehrer (Diplom). Zwei Jahre arbeitete er auch als Lehrer, begann aber nebenbei ein Studium an der Hochschule für Musik „Hanns Eisler“ Berlin. Seine Lehrtätigkeit als Mathe- und Physiklehrer gab er schließlich auf und widmete sich ganz und gar der Musik, wurde Meisterschüler bei Günter Kochan an der Musikhochschule und dort Lehrer für Tonsatz. Er gründete die Konzertreihe Kammerstudio im Haus des Lehrers in Berlin.   Seine Kompositionen erschienen bei der Edition Peters und wurden u. a. vom Orchester der Komischen Oper Berlin und dem Rundfunk-Sinfonieorchester Leipzig aufgeführt. 
Im Januar 1978 verunglückte er tödlich bei einem Autounfall in der Nähe von Schwerin. Sein Grab befindet sich auf dem Waldfriedhof Kleinmachnow. 
Eichhorns Nachlass besitzt die Sächsische Landesbibliothek – Staats- und Universitätsbibliothek Dresden.

## Auszeichnungen
- 1975: Hanns-Eisler-Preis[5]
- 1978: Erster Preis beim Kammermusikwettbewerb der Dresdner Musikfestspiele[6]

## Werke (Auswahl)
- Varianten für großes Orchester
- Novelle
- Porträt „Bildnis einer Frau“
- Reflexionen
- Anamorphosen für Flöte, Viola, Kontrabass und Schlagzeug
- Metaphorische Skizzen für Septett
- Doppelkonzert: Novelle
- Fantasie für Violoncello und streicherloses Orchester
- Konturen für Flöte, Oboe und Violine

## Diskographie
- 1979: Varianten für großes Orchester (Nova) mit dem Rundfunk-Sinfonieorchester Leipzig unter Jochen Wehner